# Back Thar N' Over Yonder
Albums de Black Oak Arkansas
The Wild Bunch
(1999)
Back Thar N' Over Yonder est le quinzième album studio du groupe de rock sudiste américain Black Oak Arkansas. Il est paru le 15 octobre 2013 sur le label Atco Records.
Cet album est composé d'une part de cinq titres inédits enregistré en 2013 lors d'une réunion avec les membres actuels du groupe et d'anciens membres(Pat Daugherty, Jimmy Henderson) et d'autre part de titres inédits enregistré en studio entre 1972 et 1974 et produits par Tom Dowd. Seul Gigolo (appelé Gigilo sur la pochette) et Up ont déjà été publiés dans une version live dans l'album Raunch 'n' Roll Live (1973) et Jim Dandy, présent dans l'album High on the Hog (1973) est présenté ici dans une version remastérisée.
L'album comprend aussi un livret de 36 pages comprenant de nombreuses photos du groupe prises dans les années 1970.

## Liste des titres
| No  | Titre                                                              | Auteur                                 | Durée |
| --- | ------------------------------------------------------------------ | -------------------------------------- | ----- |
| 1.  | Plugged In and Wired (réunion 2013)                                | Jim Dandy Mangrum, Rickie Lee Reynolds | 4:14  |
| 2.  | Sweet Delta Water (réunion 2013)                                   | Mangrum, Pearson                       | 4:08  |
| 3.  | 15 Million Light Years Away (réunion 2013)                         | Mangrum, Reynolds, Church              | 6:26  |
| 4.  | I Ain't Poor (réunion 2013)                                        | Reynolds                               | 4:12  |
| 5.  | I Shall Be Released (réunion 2013)                                 | Bob Dylan                              | 4:59  |
| 6.  | Gigolo (enregistrement studio inédit, 1972)                        | Mangrum, Reynolds, Stanley Knight      | 3:02  |
| 7.  | (I Can't Get No) Satisfaction (enregistrement studio inédit, 1973) | Mick Jagger, Keith Richards            | 3:15  |
| 8.  | Hot Rod (enregistrement studio inédit, 1972)                       | Pat Daugherty                          | 3:09  |
| 9.  | The Snake (enregistrement studio inédit, 1973)                     | Mangrum, Reynolds                      | 2:33  |
| 10. | Legal I.D. (enregistrement inédit, 1974)                           | Reynolds, Harvey Jett                  | 3:25  |
| 11. | Jim Dandy (version studio originale remastérisée, 1973)            | Lincoln Chase                          | 2:45  |
| 12. | Dance to the Music (enregistrement studio inédit, 1973)            | Reynolds                               | 2:20  |
| 13. | Evil Lady (enregistrement studio inédit, 1973)                     | Reynolds                               | 2:40  |
| 14. | Summer Swing (enregistrement studio inédit, 1972)                  | Reynolds                               | 2:54  |
| 15. | Up, Up, Up (enregistrement studio inédit, 1972)                    | Mangrum, Reynolds                      | 6:27  |

## Musiciens

### Réunion 2013
- Jim Dandy Mangrum: chant, guitare acoustique, planche à laver
- Rickie Lee Reynolds: guitare électrique et acoustique 6 & 12 cordes, chœurs
- James Henderson: guitare acoustique, guitare solo, EBow
- Hal McCormack: guitares
- Buddy Church: guitares
- Pat Daugherty: basse, chœurs
- George Hughen: basse, chœurs
- Johnnie Bolin: batterie, percussions
- Lynn Mangrum: chœurs

### Musiciens 1972 -1974
- Jim Dandy Mangrum: chant, planche à laver
- Rickie Lee Reynolds: guitares, piano, chœurs
- Stanley Knight: guitares, pedal steel, piano, chœurs
- Harvey Jett: guitares, chœurs
- Pat Daugherty: basse, chœurs
- Tommy Aldridge: batterie, percussions